# Joe Hursley
Joseph Gregory "Joe" Hursley (Austin, Texas; 19 de marzo de 1979) es un actor y músico que vive en Los Ángeles, California.

## Primeros años
Hursley nació en Austin, Texas. Su bisabuelo es Frank M. Hursley, cocreador de General Hospital, la telenovela de televisión de mayor duración. Su padre, Greg Hursley, es fotógrafo de arquitectura y su madre Kelle es enfermera.
Hursley comenzó su carrera de entretenimiento después de participar en la búsqueda nacional de talentos de Schick "Groove n' Smooth" en 1999. Ganó la búsqueda de talentos y fundó una compañía de karaoke a los 19 años. Se hizo muy conocido en la escena de la vida nocturna de Austin como Karaoke Joe, realizando más de quinientos shows en los próximos años.

## Carrera
La primera gran oportunidad que tuvo Hursley en el negocio del entretenimiento fue cuando Ashton Kutcher le pidió que protagonizara la serie de comedias sobre la realidad de MTV 2004 You've Got a Friend (Tienes un amigo). Su tarea era hacer de 'amigo' durante 48 horas, mientras que los concursantes tenían que demostrar su amistad frente a amigos de verdad y seres queridos por un premio de 15.000 dólares. Hursley era cada vez más siniestro a medida que avanzaba la serie. Después del show, Hursley se unió a Kutcher en Punk'd, donde hizo bromas a varias celebridades.
Luego apareció en películas importantes como Accepted, Resident Evil: Extinction y Fast and Furious, lo que lo llevó a su primer papel estelar con la directora de culto Penelope Spheeris en Balls to the Wall (2011).
En 2009, Hursley protagonizó la ópera de rock Battle for Milkquarious, un cortometraje promocional estrenado por el California Milk Processor Board, creadores de la campaña "Got Milk?". Hursley interpretó al protagonista de la película, "Milktastic Rock Star" White Gold.
Hursley apareció en el corto de acción/fantasía/horror de 2013 "Sequence", reconocido internacionalmente en festivales de todo el mundo, que incluyó un guiño al mejor actor (Short Shorts Film Festival Japan 2014), y ganó el premio al mejor cortometraje en el LA Shorts Fest (2013).
En The Origins of Wit and Humor interpretó a Les Candalero, un forastero al estilo de Woody Allen. En el próximo largometraje independiente "For All Eyes Always", interpreta a Thomas Devlin, un agente de la CIA que protagoniza un reality show para el público estadounidense sancionado por el gobierno.

## Música
A finales de 2004, Hursley fundó la banda de rock and roll de Los Ángeles y Sunset Strip Staples, The Ringers, con la que editó los álbumes "Tokyo Massage III" y "Headlocks and Highkicks". Aparecieron en el episodio de Miami Ink "Ruthless and Toothless". Los Ringers fueron presentados en la revista SPIN en 2007. También actuaron en el escenario de Accepted y fueron la única banda sin firmar que apareció en la banda sonora de la película.
Después de que The Ringers se separó en 2010, Joe y su primo Patrick Hursley (el baterista de The Ringers) formaron la banda de rock indie Indians. Lanzaron su debut autotitulado en 2011. El primer videoclip, "Sink Into You", fue escrito y dirigido por Jordan Albertsen, y protagonizado por Joslyn Jensen y Taylor Handley.
La música de los Indians fue presentada en la película de 2012 Rites of Passage, y los programas de televisión Top Gear y Catfish de MTV.
En 2013 los Indians cambiaron su nombre a We Were Indians, y lanzaron su álbum debut ese mismo año.

## Filmografía
| Año     | Título                                  | Papel                       | Notas |
| ------- | --------------------------------------- | --------------------------- | --- |
| 2004    | You've Got a Friend                     | Frankie / Greg / Jack / ... | Serie de TV Episodios: "Elie" "Erika" "Jayson" "Lindsey"                                                                                                |
| 2004    | No Pain, No Gain                        | Zigbar Miekbach             | Largometraje |
| 2004    | 10-8: Officers on Duty                  | Tirador                     | Serie de TV Episodio: "Gypsy Road" |
| 2005    | Keeping Up with the Jonesers            | Jonesers Nate               | Corto |
| 2005    | Horror High                             | Wild Willie Wilson          | Video |
| 2006    | Punk'd                                  | Agente de campo / Él mismo  | Serie de TV Episodios: "Episodio #7.8" "Episodio #7.6" "Episodio #7.2" "Episodio #7.4" "Episodio #7.3" "Episodio #7.1"                                  |
| 2006    | Accepted                                | Maurice                     | Largometraje |
| 2006    | Accepted                                | The Ringers                 | Cantante/Compositor: "Spotlite", "Keepin' Your Head Up"                                                                                                 |
| 2006    | Broken                                  | Rob                         | Largometraje |
| 2007    | Campus Ladies                           | Tambo                       | Serie de TV Episodio: "Safety First" |
| 2007    | Resident Evil: Extinction               | Otto                        | Largometraje |
| 2007    | Weekend Junkies                         | Dirty Steve                 | |
| 2008    | Terminator: The Sarah Connor Chronicles | Tristan Dewitt              | Serie de TV Episodio: "Brothers of Nablus" |
| 2009    | Monk                                    | Winston Kasinsky            | Serie de TV Episodio: "Mr. Monk and the Lady Next Door"                                                                                                 |
| 2009    | Fast & Furious                          | Virgil                      | Largometraje |
| 2009    | Battle for Milkquarious                 | White Gold                  | Corto |
| 2009    | Glee                                    | Joe                         | Serie de TV Episodio: "Vitamin D" |
| 2010    | The Clinic                              | Marty Forrest               | Serie de TV Episodios: "Trouble Brewing" "Marijuana Meatloaf" "Raiders of the Lost Pot" "The Client Room" "Jab's in Love" "Marty's Home Away from Home" |
| 2010    | Burn Notice                             | Justin Walsh                | Serie de TV Episodio: "Brotherly Love" |
| 2010    | CSI: Crime Scene Investigation          | Junkie                      | Serie de TV Episodio: "Turn On, Tune In, Drop Dead" |
| 2011    | Balls to the Wall                       | Ben Camelino                | Largometraje |
| 2011    | Here's to Big Bear                      | Corto                       | |
| 2012    | Awake                                   | Francis                     | Serie de TV Episodio: "Two Birds" |
| 2012    | Golden Winter                           | Frankie                     | Largometraje |
| 2012    | Jack's Not Sick Anymore                 | Kip                         | Corto |
| 2012    | From The Head                           | John                        | Largometraje |
| 2013    | RockBarnes: The Emperor in You          | One Armed Man               | Largometraje |
| 2013    | Sequence                                | Billy                       | Corto |
| 2013    | Youth Large                             | Cheffid Rigsby              | Piloto de TV |
| 2014    | The Savages                             | Dad                         | Piloto |
| 2014    | L.A. Rangers                            | Hiker / Vaquero             | Serie de TV Episodio: "Once Upon a Time in the Park" |
| 2014    | The Origins of Wit and Humor            | Les Candalero               | Largometraje |
| 2015    | For All Eyes Always                     | Thomas Devlin               | Largometraje |
| 2015-16 | Gamer's Guide to Pretty Much Everything | Sr. Spanks                  | Papel recurrente (temporada 1) |
| 2023    | Rumble Through the Dark                 | Skelly                      | Largometraje |